# Mallos (araña)
Mallos es un género de arañas araneomorfas de la familia Dictynidae. Se encuentra en Norteamérica.

## Lista de especies
Según The World Spider Catalog 12.0:
- Mallos blandus Chamberlin & Gertsch, 1958
- Mallos bryantae Gertsch, 1946
- Mallos chamberlini Bond & Opell, 1997
- Mallos dugesi (Becker, 1886)
- Mallos flavovittatus (Keyserling, 1881)
- Mallos gertschi Bond & Opell, 1997
- Mallos gregalis (Simon, 1909)
- Mallos hesperius (Chamberlin, 1916)
- Mallos kraussi Gertsch, 1946
- Mallos macrolirus Bond & Opell, 1997
- Mallos margaretae Gertsch, 1946
- Mallos mians (Chamberlin, 1919)
- Mallos nigrescens (Caporiacco, 1955)
- Mallos niveus O. Pickard-Cambridge, 1902
- Mallos pallidus (Banks, 1904)
- Mallos pearcei Chamberlin & Gertsch, 1958